# سیارک ۹۱۱۰
سیارک ۹۱۱۰ (به انگلیسی: 9110 Choukai، نامگذاری:1997AM19) نه هزار و صد و دهمین سیارک کشف شده‌است که در ۱۳ ژانویه ۱۹۹۷ کشف شد.
قدر مطلق سیارک برابر ۱۳٫۹۰ است.